# Nicholas Gordon-Lennox
Lord Nicholas Gordon-Lennox (31 gennaio 1931 – 11 ottobre 2004) è stato un diplomatico britannico.

## Biografia
Nicholas Gordon-Lennox era il figlio più giovane di Frederick Gordon-Lennox, IX duca di Richmond e di sua moglie, Elizabeth Grace Hudson. Cresciuto nella residenza di famiglia a Goodwood House per poi seguire il fratello maggiore Charles negli Stati Uniti durante la Seconda Guerra mondiale. Egli fece ritorno in Inghilterra nel 1944 per frequentare l'Eton College e successivamente vinse il premio scolastico per la lettura di storia al Worcester College di Oxford.
Dopo il diploma ed il servizio militare nel King's Royal Rifle Corps, aderì al Ministero degli Affari Esteri nel 1954 e divenne Segretario Privato dell'ambasciatore inglese negli Stati Uniti, Sir Harold Caccia nel 1957, venendo anche insignito del grado di Luogotenente dell'Ordine Reale Vittoriano. Trasferito in Cile nel 1961 come secondo e poi come primo segretario a Santiago, nel 1963 tornò ancora una volta in Inghilterra per divenire nuovamente segretario privato di Sir Caccia che ora era divenuto Sottosegretario per gli Affari Esteri. Nel 1966 si spostò a Madrid come capo della cancelleria.
Dopo un breve periodo nel Cabinet Office dal 1971 al 1973, egli venne posto a capo del reparto stampa degli Affari Esteri del Commonwealth e poi fu a capo del North American Department nel 1974, prima di divenire Consigliere a Parigi nel 1975 ed ottenere il grado di Commendatore dell'Ordine di San Michele e San Giorgio nel 1978.
Nel 1979 divenne assistente sottosegretario al Foreign Commonwealth Office ed infine venne nominato ambasciatore britannico in Spagna, incarico che mantenne dal 1984 al 1989, ottenendo la gran croce dell'Ordine di Isabella la Cattolica nel 1986. Promosso nelle altre onorificenze britanniche, fu quindi presidente della BBC dal 1990 sino al suo ritiro nel 1998. Morì nel 2004 a 73 anni di età.

## Ascendenza
|                                                 |                   |                               | Genitori                     |  |  | Nonni |  |  | Bisnonni                                       |  |  | Trisnonni                                      |  |
|                                                 |                   |                               |                              |  |  |       |  |  | 8. Charles Gordon-Lennox, VII duca di Richmond |  |  | 16. Charles Gordon-Lennox, VI duca di Richmond |  |
|                                                 |                   |                               |                              |  |  |       |  |  | 8. Charles Gordon-Lennox, VII duca di Richmond |  |  | 16. Charles Gordon-Lennox, VI duca di Richmond |  |
|                                                 |                   | 17. Frances Harriett Greville |                              |  |  |       |  |  | 8. Charles Gordon-Lennox, VII duca di Richmond |  |  |                                                |  |
| 4. Charles Gordon-Lennox, VIII duca di Richmond |                   |                               |                              |  |  |       |  |  | 8. Charles Gordon-Lennox, VII duca di Richmond |  |  |                                                |  |
|                                                 |                   | 9. Amy Mary Ricardo           | 18. Percy Ricardo            |  |  |       |  |  |                                                |  |  |                                                |  |
|                                                 |                   | 9. Amy Mary Ricardo           | 18. Percy Ricardo            |  |  |       |  |  |                                                |  |  |                                                |  |
|                                                 |                   | 9. Amy Mary Ricardo           | 19. Matilda Mawdsley Hensley |  |  |       |  |  |                                                |  |  |                                                |  |
| 2. Frederick Gordon-Lennox, IX duca di Richmond |                   | 9. Amy Mary Ricardo           |                              |  |  |       |  |  |                                                |  |  |                                                |  |
|                                                 |                   | 10. Henry Brassey             | 20. Thomas Brassey           |  |  |       |  |  |                                                |  |  |                                                |  |
|                                                 |                   | 10. Henry Brassey             | 20. Thomas Brassey           |  |  |       |  |  |                                                |  |  |                                                |  |
|                                                 |                   | 10. Henry Brassey             | 21. Mary Farringdon Harrison |  |  |       |  |  |                                                |  |  |                                                |  |
| 5. Hilda Madeline Brassey                       |                   | 10. Henry Brassey             |                              |  |  |       |  |  |                                                |  |  |                                                |  |
|                                                 |                   | 11. Anna Harriet Stevenson    | 22. George Robert Stevenson  |  |  |       |  |  |                                                |  |  |                                                |  |
|                                                 |                   | 11. Anna Harriet Stevenson    | 22. George Robert Stevenson  |  |  |       |  |  |                                                |  |  |                                                |  |
|                                                 |                   | 11. Anna Harriet Stevenson    | 23. Anna Maria Denham Cookes |  |  |       |  |  |                                                |  |  |                                                |  |
| 1. Nicholas Gordon-Lennox                       |                   | 11. Anna Harriet Stevenson    |                              |  |  |       |  |  |                                                |  |  |                                                |  |
|                                                 | 12. Robert Hudson | …                             |                              |  |  |       |  |  |                                                |  |  |                                                |  |
|                                                 | 12. Robert Hudson | …                             |                              |  |  |       |  |  |                                                |  |  |                                                |  |
|                                                 | 12. Robert Hudson | …                             |                              |  |  |       |  |  |                                                |  |  |                                                |  |
| 6. Thomas William Hudson                        | 12. Robert Hudson |                               |                              |  |  |       |  |  |                                                |  |  |                                                |  |
|                                                 |                   | 13. Caroline Blomfield        | …                            |  |  |       |  |  |                                                |  |  |                                                |  |
|                                                 |                   | 13. Caroline Blomfield        | …                            |  |  |       |  |  |                                                |  |  |                                                |  |
|                                                 |                   | 13. Caroline Blomfield        | …                            |  |  |       |  |  |                                                |  |  |                                                |  |
| 3. Elizabeth Grace Hudson                       |                   | 13. Caroline Blomfield        |                              |  |  |       |  |  |                                                |  |  |                                                |  |
|                                                 |                   | 14. Charles Matheson          | …                            |  |  |       |  |  |                                                |  |  |                                                |  |
|                                                 |                   | 14. Charles Matheson          | …                            |  |  |       |  |  |                                                |  |  |                                                |  |
|                                                 |                   | 14. Charles Matheson          | …                            |  |  |       |  |  |                                                |  |  |                                                |  |
| 7. Alethea Mary Matheson                        |                   | 14. Charles Matheson          |                              |  |  |       |  |  |                                                |  |  |                                                |  |
|                                                 |                   | 15. Alethea Hayter            | …                            |  |  |       |  |  |                                                |  |  |                                                |  |
|                                                 |                   | 15. Alethea Hayter            | …                            |  |  |       |  |  |                                                |  |  |                                                |  |
|                                                 |                   | 15. Alethea Hayter            | …                            |  |  |       |  |  |                                                |  |  |                                                |  |
|                                                 |                   | 15. Alethea Hayter            |                              |  |  |       |  |  |                                                |  |  |                                                |  |